# Xfce
Xfce е графична среда за UNIX и UNIX-подобни платформи.
Логото на Xfce е мишка. Девизът на нейните разработчици е „Еволюция без революция“.

## Кратка история
Проектът е стартиран през 1996 г. от Olivier Fourdan, като алтернатива на CDE (общоприложима среда за работен плот). Името XFCE (XForms Common Environment), произхожда от абревиатурата на инструмента, използван за нейната първоначалната разработка XForms, базиран на Xlib.
През 1999 г. средата е преработена на платформата GTK+ с което се премахват наложените лицензионни ограничения на предишната платформа. От версия 3 средата е лицензирана под свободния GPL лиценз.
В резултат на тази промяна старата абревиатура (XFCE) е изгубила значението си и е трансформирана в името Xfce.
От началото на 2016 г. започва прехвърляне на елементите на Xfce от GTK2 на GTK3 платформата, върху която е изградена версия 4.14 на графичната среда.
От версия 4.18 започва процес на въвеждане на съвместимост с дисплей протокола Wayland. Доста от програмите от версия 4.18 вече поддържат Wayland, но основата на графичната среда все още не поддържа протокола.

## Характеристики на средата
Характерно за Xfce е, че е с по-нисък разход на ресурси от другите две най-популярни графични среди – GNOME и KDE, но не им отстъпва по функционалност и красота.
При разработката се акцентира върху сигурността и в това отношение към момента Xfce е лидер сред средите за работен плот, предназначени за UNIX-подобни платформи.
Версиите излизат през продължителни периоди от време, когато разработчиците преценят, че са готови.
Xfce се отличава с простото си устройство.
Основната графична среда се състои само от осем базови елемента. Тези елементи, заедно с незначителен брой (под двадесет пакета) зависимости към тях са абсолютният минимум за да е налице работещ десктоп.
Всички допълнителни функции, като настройката на звука, клавиатурните подредби, работата с архиви, уведомяване за поща и др. са изнесени в разширения (добавки), които се инсталират допълнително според нуждите на потребителя. В много от GNU Linux дистрибуциите, пълния комплект е обединен в един мета – пакет, който се е наложил с наименованието xfce4-goodies.
Това устройство, прави графичната среда изключително стабилна – най-стабилната за Unix подобни операционни системи.
Друга характерна особеност на Xfce е нейната пластичност. Средата е като кубчето на Рубик – потребителят може с лекота да размества нейните елементи, за да променя изгледа според предпочитанията си. За секунди, външният вид може да бъде променен от по-удобния за настолна работа тип Windows изглед Архив на оригинала от 2018-12-21 в Wayback Machine. в MAC подобен изглед, който дава по-голямо удобство за работа в движение.
Интегрираният файлов мениджър в Xfce е Thunar изглед
Мениджърът е прост и удобен. Допълнително, възможностите му могат да се разширят, чрез инсталиране на различни добавки за Xfce – интеграция с програми за работа с архиви, запис на дискове, търсене на файлове и др.
Средата има собствен композитен мениджър изглед, предлагащ сравнително малко функции (прозрачност, сенки), но за сметка на това, създадените от него ефекти, почти не се отразяват върху разхода на ресурси.
Стандартното меню е доста опростено. Налично е разширено меню за Xfce – Whisker (xfce4-whiskermenu-plugin) изглед, което е достъпно в хранилищата на всички дистрибуции.
От версия 4.10 основната графична среда е преведена на български език.
Xfce е налична в основните хранилища на всички Linux дистрибуции. Използва се като графична среда по-подразбиране в множество дистрибуции като Xubuntu, Sparky Linux, Fedora Xfce Spin, Manjaro, Linux Mint XFCE, Sabayon Xfce и още десетки други. В много дистрибуции, предлагащи големи инсталационни носители, като Debian, Open SUSE и др. е включена в инсталационния диск (DVD) и при инсталацията може да се избира като основна работа среда за системата.

## Приложения
Приложенията, които се съдържат в Xfce, са под лиценза GNU GPL или GNU LGPL и използват библиотеката GTK+.
Базови (core) приложения:
- Xfwm4 – Мениджър на прозорци. Считан за един от най-стабилните съществуващи;
- Xfce4-panel – Панел със стартери на програми, бутони на прозорци, меню на програмите, превключвател на работните места и други;
- Xfdesktop – Мениджър на работния плот. Чрез него се задава фонов цвят или изображение с допълнително меню на програмите, както и икони за минимизираните програми, стартери, устройства и папки;
- Xfce4-session – Мениджър на сесиите. Възстановява сесията при стартиране и управлява изключването на компютъра от Xfce.
- Thunar – Съвременен файлов мениджър за Unix/Linux, стремящ се да бъде бърз и лесен за ползване;
- Xfce4-settings – Мениджър на настройките. Позволява контрол над различни аспекти на работния плот, като външен вид, екран, клавиатура и настройка на мишката;
- Xfce4-appfinder – Търсене на програми. Показва инсталираните на системата програми по категории, така, че да можете бързо да ги откриете и стартирате;
- Xfconf – Диспечер на настройките. Основана на D-Bus система за съхраняване на конфигурацията.

Други приложения
- Squeeze – Програма за работа с архиви, базирана на Xarchiver. Към момента не се разработва;
- Mousepad – Текстов редактор, първоначално базиран на Leafpad. Към момента е прехвърлен на GTK3 платформата;
- Xfce4 Terminal – Терминален емулатор;
- Ristretto – Програма за разглеждане на картинки;
- XFmedia – Мултимедийна програма, базирана на енджина на xine;
- XFclock – Часовник;
- Orage – Календар и Часовник с разширени възможности за настройка;
- XFburn – Програма за записване на CD и DVD дискове;
- Parole – Мултимедиен плеър, ползваш GStreamer, алтернатива на Totem;
- DateTime-plugin – Часовник за панела с разширени възможности за настройка;
- Xfce4-whiskermenu-plugin – Меню с разширени възможности за настройка;
- xfce4-mixer – звуков смесител, ползваш GStreamer (alsa и pulseaudio изходи);
- xfce4-pulseaudio-mixer – GTK3 базиран звуков миксер, ползваш директно Pulseaudio звуков сървър.